# 飯塚幸三
飯塚幸三（日语：／ Īzuka Kōzō，1931年6月1日—2024年10月26日）是一位日本工程师，曾任通商產業省工業技術院院長，国际测量联合会主席和人类前沿科学计划主席等職。

## 生平
1931年，飯塚幸三出生于現東京都中野区。1972年，從东京大学毕业。2015年獲授瑞寶章（2021年取消）。

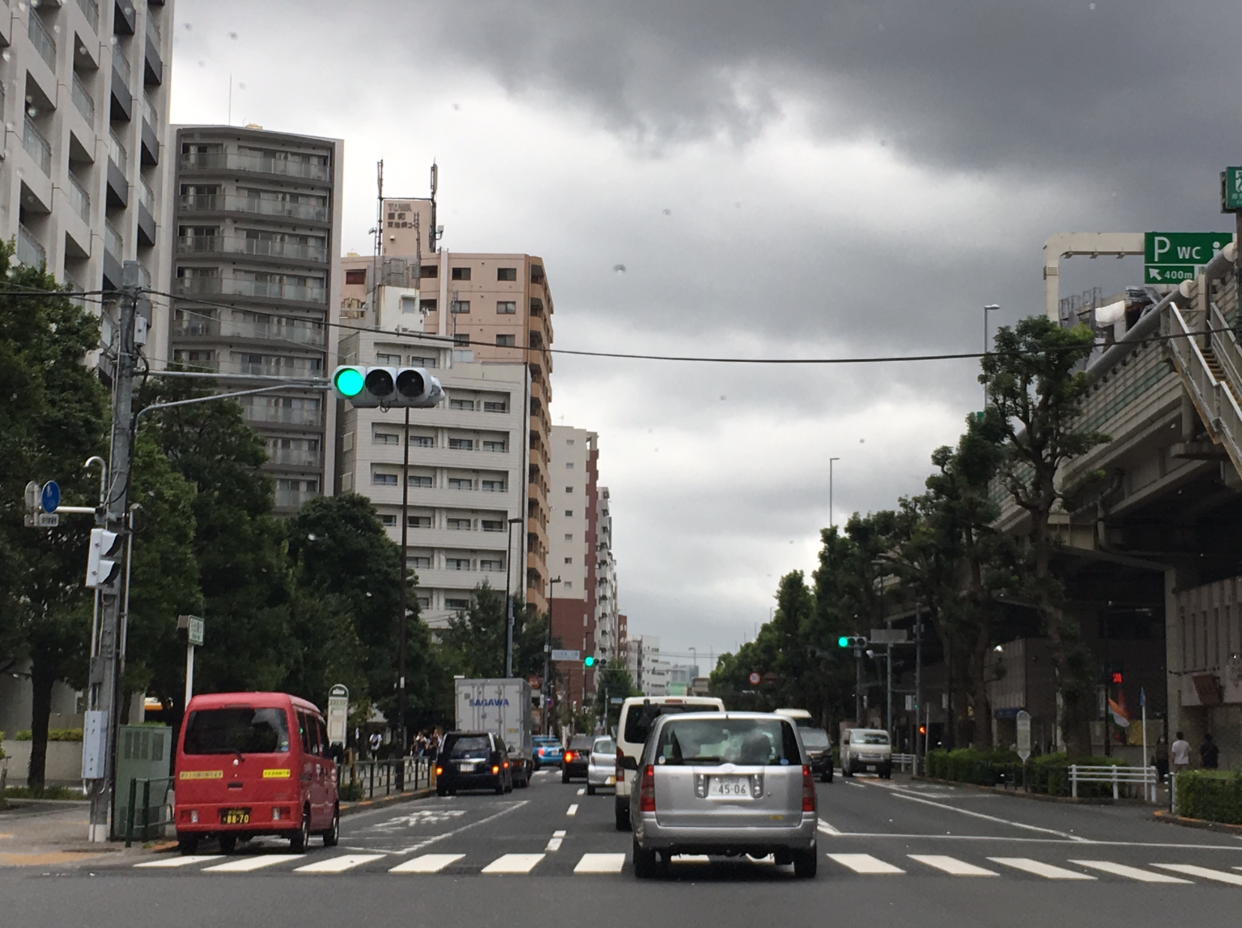
事故現場附近

2019年4月，飯塚幸三駕車時，在東池袋一個路口引发交通事故，一名3岁女孩和她的母亲在事故中丧生，另有9人受伤。警察事後没有拘捕因事故入院的飯塚，這一決定在互联网上引發激烈批评，網民諷刺他是獲得瑞宝章的“上級國民”，因此撞死人亦不用被捕；而警方就指是因為他已入院，無潛逃風險，故無需拘捕。
2019年7月18日，被害者家属在警方迟迟不逮捕飯塚幸三的情况下发起署名活动要求严惩飯塚幸三，最终募集到39万1136件署名并于9月20日上交到東京地檢交通部。
2019年11月12日，飯塚幸三被起诉，并出席了被害者家属召开的记者招待会。多次强调事故原因是汽车故障的飯塚幸三（警方调查并不存在故障）在会上发言说“我对体力还是有自信的（飯塚幸三患有帕金森综合症且医生警告其不要开车），不过确实疏忽大意了。希望汽车制造商以后能够开发出更加安全的汽车。让世界上的老人们可以放心的驾驶，放心的外出。” 随后此发言遭到被害者家属及日本国民的严重批判。
2021年9月，被判處5年監禁。10月17日被剝奪瑞寶重光章。
2024年10月26日因年老在狱中去世。